# Manuel Jardim
Manuel de Azambuja Leite Pereira Jardim (n. 6 noiembrie 1884, Montemor-o-Velho⁠(d), Coimbra Region⁠(d), Portugalia – d. 1923) a fost un pictor și profesor de artă portughez.

## Biografie
S-a născut într-o familie burgheză cu înclinație aristocratică din Coimbra și a studiat la „Escola de Belas-Artes” (acum parte a Universității din Lisabona) între 1903 și 1905, apoi a plecat la Paris cu Manuel Bentes și Eduardo Viana.
A studiat la Académie Julian cu Jean-Paul Laurens, unde a fost influențat de lucrările lui Eugène Carrière⁠(d) și Édouard Manet. În 1911, a avut prima expoziție la Salon⁠(d) cu tabloul „Le Déjeuner” (Mic dejun). În acest timp, a făcut și excursii în Germania, Italia și Spania. La întoarcere, a susținut o expoziție importantă la Salon d'Automne⁠(d).
S-a întors în Portugalia în 1914 și și-a deschis propria școală de artă în Coimbra. Pe când se afla acolo, s-a alăturat arhitectului José Pacheko într-un efort de a înființa o „Sociedade Portuguesa de Arte Moderna”, dar nu a avut succes. În 1920, a fost din nou la Paris, dar a rămas doar un an și s-a întors acasă după ce a fost diagnosticat cu tuberculoză. A murit doi ani mai târziu.
Pe lângă pictură, a oferit ilustrații pentru revistele Contemporânea⁠(d) și Serões. În 1925, prietenul său Viana l-a onorat cu o retrospectivă majoră la „Sociedade Nacional de Belas-Artes”, alături de lucrări de Amadeo de Souza-Cardoso și Santa-Rita Pintor⁠(d); alți doi pictori care au murit tineri. Alte expoziții au avut loc în 1974 și 2011. Cele mai multe dintre lucrările sale au fost în posesia Museu Nacional de Machado de Castro din 1952.